# Michael Groß
Michael Groß (ur. 17 czerwca 1964 we Frankfurcie nad Menem), niemiecki (RFN) pływak. Medalista olimpijski, mistrzostw Świata i Europy, rekordzista świata.
W 1995 uhonorowany członkostwem w International Swimming Hall of Fame.

## Rekordy świata
| Data             | Miejsce     | Basen      | Konkurencja             | Rezultat     | Status                               |
| ---------------- | ----------- | ---------- | ----------------------- | ------------ | ------------------------------------ |
| 30 lipca 1984    | Los Angeles | 50-metrowy | 100 m stylem motylkowym | 53.08 s      | do 23 czerwca 1986 Pablo Morales     |
| 26 sierpnia 1983 | Rzym        | 50-metrowy | 200 m stylem motylkowym | 1:57.051 min | do 3 sierpnia 1984 Jon Sieben        |
| 29 czerwca 1985  | Wuppertal   | 50-metrowy | 200 m stylem motylkowym | 1:57.01 min  | do 10 sierpnia 1985                  |
| 10 sierpnia 1985 | Sofia       | 50-metrowy | 200 m stylem motylkowym | 1:56.65 min  | do 28 czerwca 1986                   |
| 28 czerwca 1986  | Hanower     | 50-metrowy | 200 m stylem motylkowym | 1:56.24 min  | do 12 stycznia 1991 Melvin Stewart   |
| 28 czerwca 1986  | Hanower     | 50-metrowy | 200 m stylem motylkowym | 1:56.24 min  | do 12 stycznia 1991 Melvin Stewart   |
| 21 czerwca 1983  | Hanower     | 50-metrowy | 200 m stylem dowolnym   | 1:48.28 min  | do 22 sierpnia 1983                  |
| 22 sierpnia 1983 | Rzym        | 50-metrowy | 200 m stylem dowolnym   | 1:47.87 min  | do 8 czerwca 1984                    |
| 8 czerwca 1984   | Monachium   | 50-metrowy | 200 m stylem dowolnym   | 1:47.55 min  | do 29 lipca 1984                     |
| 29 lipca 1984    | Los Angeles | 50-metrowy | 200 m stylem dowolnym   | 1:47.44 min  | do 19 września 1988 Duncan Armstrong |

## Wyróżnienia
- 1982, 1983, 1984, 1985, 1986: Najlepszy Pływak Roku w Europie
- 1985: Najlepsza Pływaczka Roku na Świecie
- 1982, 1983, 1984, 1988: najlepszy sportowiec roku w Niemczech
- 1995: International Swimming Hall of Fame